# Juno Award/Breakthrough Group of the Year
Der Juno Award für die  Breakthrough Group of the Year wird seit 1974 von der Canadian Academy of Recording Arts and Sciences (CARAS) an die beste neue Gruppe aus Kanada, den besten Newcomer unter den Musikgruppen, verliehen. Frühere Namen waren  Most Promising Group of the Year (1974–1993), Best New Group (1994–2002) und New Group of the Year (2003–2012).

## Übersicht

### Most Promising Group of the Year (1974–1993)
| Jahr                          | Sieger                                | Nominierungen                                                                    | Refs.  |
| ----------------------------- | ------------------------------------- | -------------------------------------------------------------------------------- | ------ |
| 1974                          | Bachman-Turner Overdrive              | - Bearfoot - Chester - Scrubbaloe Caine - Wednesday                              | [ 1 ]  |
| 1975                          | Rush                                  | - Beau Dommage - Greaseball Boogie Band - Mahogany Rush - Ville Émard Blues Band | [ 2 ]  |
| 1976                          | Myles & Lenny                         | - Aut'Chose - Bond - Heart - Maneige                                             | [ 3 ]  |
| 1977                          | THP Orchestra                         | - Garfield - Moxy - Sweeney Todd - Trooper                                       | [ 4 ]  |
| 1978                          | Hometown Band                         | - Black Light Orchestra - Jackson Hawke - Max Webster - Prism                    | [ 5 ]  |
| 1979                          | Doucette                              | - Max Webster - Streetheart - Teaze - Zon                                        | [ 6 ]  |
| 1980                          | Streetheart                           | - FM - The Minglewood Band - Teaze - The Raes                                    | [ 7 ]  |
| 1981                          | Powder Blues                          | - Loverboy - Martha & the Muffins - Red Rider - Toronto                          | [ 8 ]  |
| 1982                          | Saga                                  | - Goddo - Martha & the Muffins - Red Rider - The Kings                           | [ 9 ]  |
| 1983                          | Payola$                               | - Doug & the Slugs - Headpins - Spoons - Strange Advance                         | [ 10 ] |
| 1984                          | Parachute Club                        | - Honeymoon Suite - Men Without Hats - Platinum Blonde - The Nylons              | [ 11 ] |
| 1985                          | Idle Eyes                             | - Images in Vogue - Rational Youth - The Arrows - The Box                        | [ 12 ] |
| 1986                          | Glass Tiger                           | - Cats Can Fly - Chalk Circle - Eye Eye - One to One                             | [ 13 ] |
| 1987                          | Frozen Ghost                          | - Eight Seconds - Haywire - Nuance - The Partland Brothers                       | [ 14 ] |
| 1988 fiel die Verleihung aus. |                                       |                                                                                  |        |
| 1989                          | Barney Bentall & The Legendary Hearts | - 54-40 - The Jitters - The Northern Pikes - The Pursuit of Happiness            | [ 15 ] |
| 1990                          | The Tragically Hip                    | - Brighton Rock - Indio - Paradox - Sons of Freedom                              | [ 16 ] |
| 1991                          | Leslie Spit Treeo                     | - Bootsauce - Crash Vegas - National Velvet - Spirit of the West                 | [ 17 ] |
| 1992                          | Infidels                              | - The Rankin Family - West End Girls - World on Edge - Young Saints              | [ 18 ] |
| 1993                          | Skydiggers                            | - Lost & Profound - Pure - Slik Toxik - Sven Gali                                | [ 19 ] |

### Best New Group (1994–2002)
| Jahr | Sieger                           | Nominierungen                                                                | Refs.  |
| ---- | -------------------------------- | ---------------------------------------------------------------------------- | ------ |
| 1994 | The Waltons                      | - Junkhouse - Sloan - The Odds - The Tea Party                               | [ 20 ] |
| 1995 | Moist                            | - Big Sugar - Farmer’s Daughter - The Gandharvas - Wild Strawberries         | [ 21 ] |
| 1996 | Philosopher Kings                | - Hemingway Corner - Rainbow butt monkeys - Rymes with Orange - Sandbox      | [ 22 ] |
| 1997 | The Killjoys                     | - Limblifter - Pluto - Starkicker - Victor                                   | [ 23 ] |
| 1998 | Leahy                            | - Bran Van 3000 - Matthew Good Band - The Age of Electric - Wide Mouth Mason | [ 24 ] |
| 1999 | Johnny Favourite Swing Orchestra | - Love Inc. - New Meanies - The Moffats - The Wilkinsons                     | [ 25 ] |
| 2000 | Sky                              | - Gob - Len - Prozzäk - Serial Joe                                           | [ 26 ] |
| 2001 | Nickelback                       | - b4-4 - Kittie - Sum 41 - Templar                                           | [ 27 ] |
| 2002 | Default                          | - Joydrop - Smoother - Sugar Jones - Wave                                    | [ 28 ] |

### New Group of the Year (2003–2012)
| Jahr | Sieger              | Nominierungen                                                         | Refs.  |
| ---- | ------------------- | --------------------------------------------------------------------- | ------ |
| 2003 | Theory of a Deadman | - Bet.e & Stef - Crush - One Ton - Simple Plan                        | [ 29 ] |
| 2004 | Billy Talent        | - Lillix - The Dears - The Trews - Three Days Grace                   | [ 30 ] |
| 2005 | Alexisonfire        | - Death From Above - The Marble Index - The Waking Eyes - Thornley    | [ 31 ] |
| 2006 | Bedouin Soundclash  | - Boys Night Out - Hedley - Pocket Dwellers - Silverstein             | [ 32 ] |
| 2007 | Mobile              | - Evans Blue - Idle Sons - Jets Overhead - Stabilo                    | [ 33 ] |
| 2008 | Wintersleep         | - Dragonette - Faber Drive - illScarlett - State of Shock             | [ 34 ] |
| 2009 | The Stills          | - Beast - Cancer Bats - Crystal Castles - Plants and Animals          | [ 35 ] |
| 2010 | Arkells             | - Down With Webster - Stereos - Ten Second Epic - The New Cities      | [ 36 ] |
| 2011 | Said the Whale      | - Die Mannequin - Hollerado - Misteur Valaire - My Darkest Days       | [ 37 ] |
| 2012 | The Sheepdogs       | - Braids - Hey Rosetta! - Mother Mother - The Rural Alberta Advantage | [ 38 ] |

### Breakthrough Group of the Year (seit 2013)
| Jahr | Sieger              | Nominierungen                                                                 | Refs.  |
| ---- | ------------------- | ----------------------------------------------------------------------------- | ------ |
| 2013 | Monster Truck       | - Hey Ocean! - The Pack A.D. - Walk Off the Earth - Yukon Blonde              | [ 39 ] |
| 2014 | A Tribe Called Red  | - Autumn Hill - Born Ruffians - Courage My Love - July Talk                   | [ 40 ] |
| 2015 | Magic!              | - Adventure Club - Alvvays - USS - Zeds Dead                                  | [ 41 ] |
| 2016 | Dear Rouge          | - The Elwins - Half Moon Run - Milk & Bone - Young Empires                    | [ 42 ] |
| 2017 | The Dirty Nil       | - Bleeker - Cold Creek County - Bob Moses - The Zolas                         | [ 43 ] |
| 2018 | The Beaches         | - James Barker Band - The Dead South - The Franklin Electric - The Jerry Cans | [ 44 ] |
| 2019 | The Washboard Union | - 88Glam - Dizzy - Elijah Woods x Jamie Fine - Loud Luxury                    | [ 45 ] |
| 2020 | Neon Dreams         | - The Blue Stones - Hunter Brothers - Palaye Royale - Valley                  | [ 46 ] |
| 2021 | Crown Lands         | - 2Frères - Manila Grey - Peach Pit - Young Bombs                             |        |
| 2022 | Monowhales          | - Black Pistol Fire - Cleopatrick - Ocie Elliott - Spiritbox                  |        |
| 2023 | Banx & Ranx         | - Harm & Ease - Rare Americans - Tommy Lefroy - Wild Rivers                   |        |